# Dobropis
Dobropis je písemný doklad, kterým věřitel snižuje svoji už dříve vyúčtovanou, ale ještě neuhrazenou pohledávku vůči dlužníkovi. Na základě dobropisu je pak výše pohledávky účetně snížena, případně zcela zrušena. Jde svým způsobem o „zápornou“ fakturu. Důvodem pro vystavení dobropisu může být např. reklamace odebraného zboží ze strany dlužníka.
V českém právu není pojem „dobropis“ výslovně upraven. Až do roku 2011 existoval daňový dobropis, který byl (obdobně jako daňový vrubopis) daňovým dokladem, jímž plátce, který uskutečnil původní zdanitelné plnění, opravoval základ a výši daně z přidané hodnoty. Obsahoval stejné údaje, jako původní daňový doklad, navíc ale jeho evidenční číslo, rozdíl mezi opraveným a původním základem daně za zdanitelné plnění a tomu odpovídající daň. Poté jej nahradil obecný opravný daňový doklad.